# Гріссік – Дурі
Гріссік – Дурі – газопровід на індонезійському острові Суматра.
Наприкінці 20 століття на Суматрі почався розвиток потужного газовидобувного району із центром у Грессік. Для видачі звідси продукції прокладено цілий ряд газопроводів – Південна Суматра – Західна Ява, Гріссік – Сінгапур, Гріссік – Палембанг. Втім, самим першим був трубопровід Гріссік – Дурі, введений в дію у 1998 році. Головною метою його спорудження було забезпечення виробництва пари в межах широкомасштабного проекту з видобутку нафти на родовищі Дурі (що дозволило довести його рівень до 200 тисяч барелів на добу), при цьому безпосереднє використання блакитного палива здійснюють ТЕЦ Дурі-Центр, ТЕЦ Мінас та ТЕЦ Дурі-Північ. 
Довжина газопроводу Гріссік – Дурі становить 536 км (при цьому на початковій ділянці маршруту до Сакернан він прямує у одному коридорі з трубопроводом Гріссік – Сінгапур). Газопровід виконаний в діаметрі труб 700 мм та має пропускну здатність у 12,1 млн м3 на добу. Перекачування ресурсу забезпечують компресорні станції в Сакернан та Белілас.
Окрім згаданих вище потужностей на Дурі, трубопровід забезпечує ресурсом й інші об’єкти електроенергетики, зокрема, ТЕС Балай-Пунгут, ТЕС Тенаян-Раян та теплові електростанції целюлозно-паперових комбінатів Riau Andalan Pulp and Paper та Indah Kiat Pulp and Paper. Наприкінці 2010-х протранспортований по напрямку Гріссік – Дурі ресурс також почали використовувати для живлення газопроводу Дурі – Думай.
В подальшому Гріссік – Дурі може стати частиною транссуматранського газопровідного коридору.